# António Cardoso e Cunha
António José Batista Cardoso e Cunha (ur. 28 stycznia 1933 w Leirii, zm. 24 stycznia 2021) – portugalski polityk, inżynier i przedsiębiorca, parlamentarzysta, minister oraz członek Komisji Europejskiej.

## Życiorys
Z wykształcenia inżynier, studia ukończył na Uniwersytecie Lizbońskim. Pracował w przemyśle chemicznym. Zaangażował się w działalność polityczną w ramach Partii Socjaldemokratycznej. Od końca lat 70. do czas przejścia do pracy w KE sprawował mandat posła do Zgromadzenia Republiki. Pełnił funkcję sekretarza stanu do spraw handlu zagranicznego (1978) oraz do spraw odnowy przemysłu (1979–1980). W latach 1980–1981 zajmował stanowisko ministra rolnictwa i rybołówstwa.
W 1986 został pierwszym portugalskim komisarzem europejskim, wchodził w skład dwóch KE, którymi kierował Jacques Delors. Odpowiadał najpierw za rybołówstwo, a od 1989 do 1993 m.in. za energię, Euratom, turystykę oraz małą i średnią przedsiębiorczość. Później był komisarzem do spraw Expo ’98 w Lizbonie (do 1997) oraz prezesem linii lotniczych TAP (do 2004). Prowadził też własną działalność gospodarczą.